# Jīm
Pour les articles homonymes, voir Djim.
Jīm (en arabe جِيم, ǧīm ou jīm, ou simplement ج) est la 5e lettre de l'alphabet arabe et la 6ede l'alphabet perso-arabe.
Son caractère Unicode est 062C.

## Utilisation
En arabe standard moderne, en algérien et en persan ‹ ج › représente une consonne affriquée palato-alvéolaire voisée /dʒ/.
En arabe égyptien ‹ ج › représente une consonne occlusive vélaire voisée /ɡ/,
En arabe levantin et en arabe maghrébin (sauf algérien) ‹ ج › représente une consonne fricative palato-alvéolaire voisée /ʒ/.